# Grangemouth
Grangemouth (gael. Inbhir Ghrainnse) – miasto w Szkocji, w jednostce administracyjnej Falkirk, historycznie w hrabstwie Stirlingshire. Port morski położony na południowym brzegu zatoki Firth of Forth (ok. 40 km na zachód od centrum Edynburga i ok. 5 km na wschód od Falkirk) u ujścia potoku Grange Burn oraz rzeki Carron do estuarium utworzonego przez ujście rzeki Forth do Morza Północnego.
W 1768 roku w związku z budowanym kanałem Forth and Clyde (oddanym do eksploatacji w 1790) powstała w miejscu obecnego miasta osada, nazwana Sealock, później przemianowano ją na Grangeburnmouth i ostatecznie na Grangemouth. Według spisu ludności z 2001 roku miasto liczyło 17 906 mieszkańców.
W porcie Grangemouth znajduje się największy terminal kontenerowy Szkocji przeładowujący rocznie 9 milionów ton ładunków. W mieście zlokalizowana jest także rafineria ropy naftowej o wydajności 210 tys. baryłek dziennie, będąca własnością koncernów Ineos i PetroChina.
W mieście rozwinął się przemysł chemiczny rafineryjny oraz stoczniowy.